# Teinobasis laidlawi
Teinobasis laidlawi là một loài chuồn chuồn kim trong họ Coenagrionidae.
Teinobasis laidlawi được Kimmins miêu tả khoa học năm 1936.